# Obnebje metuljev
Obnebje metuljev (1980) je zgodovinski roman Andreja Hienga o propadu španskega kolonialnega plemstva v Venezueli v 18. stoletju.

## Vsebina
Čas dogajanja je 18. stoletje (1780-1792 in 1835-1839). Španski plemič Don Alonso je bil iz Španije poslan v venezuelsko mesto Caracas. Opravlja poklic španskega uradnika v Kraljevem uradu za grbe in naslove. Je zelo samovšečen, hkrati pa se znajde v stiski, saj se močno začne zavedati svoje nepotrebnosti. V mestu se udeležuje plesov, drugače pa živi bolj izolirano. Svoje življenje opisuje prijatelju Diegu preko pisem. Ima razmerje s strežnico Cuño. Iz Caracasa se odpravi na službeno pot. Spremljajo ga hlapci Ramon, Ruiz, Mateo in Pepe, ki drug za drugim umrejo nepojasnjenih smrti. Po deželah vladajo vojaki dona Cristobala Guire, ki so odgovorni za opustošenje krajev. Don Amadeo na silo posestnikom izdeluje uradne listine o plemskem poreklu. Na popotovanju preučuje metulje. Med ekspedicijo vstopi na posest dona Amadea Mendeza in se zaplete s svojo bivšo strežnico Cuño. To ga pripelje v konflikt z donom Amadeom, ki je Cuño vzel za svojo priležnico in ji dal novo ime Mercedes. Don Alonso komaj uspe pobegniti. Don Amadeo se vrne v Caracas in se poroči s hčerko svojega nekdanjega predstojnika Isabelo. Ko sta se spoznala, je bila Isabela zblaznelo dekle, ki je skrbela za svojo mamo. Po materini smrti pa se je spremenila. Ko sta se vrnila nazaj v Španijo, je s kvartanjem zapravila celo njuno premoženje. Žena mu umre, hčerka pa ga zapusti. Za starega in senilnega don Alonsa skrbi gospodinja Angelca. Živita v vasi Avber na Krasu. Življenje tu poteka umirjeno, krega se samo z lokalnim župnikom Merkunom. Nazadnje don Alonso zažge listine in albume iz svojega arhiva in umre.

## Kompozicija
- pragozd: simbol zaraščanja, ubijanje človeškega, obenem pa porajanje življenja
- metulji: povezani s propadom, žrtvovanjem (prisotni ob smrti Alonsovih oprod, Isabele, Isabelinega očeta)
- Španija: metafora za prevzetnost
- zvonjenje: oznanja v pragozdu vrhunec idealne ljubezni s Cuño

Vsako drugo poglavje je v dramski obliki. 

## Kritike in prevodi
»Pričakoval sem (spet) nekaj nenavadnega, in to sem v resnici dočakal. Pa vendar tudi tokrat ni šlo brez presenečenja; presenečen sem bil s skoraj že neverjetno popolnostjo, s kakršno je uresničena umetniška zamisel te obsežne knjige.« (Benhart 1982)
Roman je v srbohrvaščino (Obzorje leptira) leta 1983 prevedel Gojko Janjušević.